# Эдипов комплекс
Эди́пов ко́мплекс (нем. Ödipuskomplex) — понятие, введённое в психоанализ Зигмундом Фрейдом, обозначающее бессознательное или сознательное сексуальное влечение к родителю противоположного пола и амбивалентные (двойственные) чувства к родителю того же пола. В общем же смысле эдипов комплекс обозначает имманентное, соответствующее биполярному расположению, универсальное бессознательное эротическое влечение ребёнка к родителю. Данное понятие является одним из ключевых в психоаналитической теории.

## Происхождение и закрепление названия
Название явления основано на древнегреческом мифе о царе Эдипе и одноименной драме Софокла, в котором Эдип, вопреки своей воле и не ведая того, убивает своего отца Лаия и женится на матери Иокасте. Понимание эдиповой ситуации в качестве ключевого фактора в образовании невротических заболеваний возникло у Фрейда в ходе самоанализа, который он провёл после смерти своего отца; это понимание пришло на смену теории соблазнения.

Первое упоминание об Эдипе Зигмунд Фрейд (слева) делает в 1897 году в письме своему близкому другу Вильгельму Флиссу (справа).

Впервые Фрейд упоминает о драме Софокла в одном из писем своему другу Вильгельму Флиссу в 1897 году, в котором он пишет:

«Я также обнаружил на своём собственном примере влюблённость в мать и ревность к отцу… и теперь рассматриваю это в качестве универсального явления раннего детства. И если это так, то мы можем понять чарующую силу Царя Эдипа».
Первое подробное рассуждение о явлении встречается в фундаментальном труде Фрейда «Толкование сновидений» (1899). Однако термин «эдипов комплекс» Фрейд вводит только в 1910 году в небольшой работе «Об особом типе выбора объекта у мужчин»:

«Мальчик, начинающий снова желать свою мать и ненавидеть отца как соперника… попадает, как мы говорим, под влияние Эдипова комплекса. Он не прощает матери, что она оказывала услугу полового сношения не ему, но его отцу, и расценивает это как акт неверности».
С тех пор термин прочно вошёл в употребление среди психоаналитиков классического направления.

#### Эдипов комплекс у мальчиков
Процесс развития эдипова комплекса в случае с лицами мужского пола, согласно классическому направлению психоанализа, состоит в следующем. Мальчик, испытывая сексуальное влечение к матери, одновременно испытывает враждебные ревностные побуждения по отношению к отцу. Ребёнок пытается скрыть эти побуждения, поскольку ожидает наказания от своего отца в форме кастрации. Вследствие страха кастрации в психической жизни ребёнка формируется особая инстанция — Сверх-Я, под воздействием которой ребёнок подавляет инцестуозные побуждения по отношению к своей матери и начинает идентифицировать себя с отцом.

#### Эдипов комплекс у девочек
Девочки, по Фрейду, аналогичным образом направляют первые инцестуозные побуждения на мать. Однако в возрасте 2—3 лет, обнаружив у себя отсутствие пениса, девочка начинает испытывать так называемую зависть к пенису, под воздействием которой реагирует усилением завистливой привязанности к отцу и возмущённой обидой на мать, видя в ней соперницу, претендующую на любовь отца. В конечном счёте, конфликт разрешается попыткой девочки компенсировать свою неполноценность посредством желания иметь ребёнка. 

#### Позитивный и негативный эдипов комплекс
Впоследствии Фрейд пришёл к выводу, что существует более сложный характер эдипова комплекса — негативный, проявляющийся в любви к родителю того же пола и враждебности к родителю противоположного пола. Вышеописанные варианты были обозначены как позитивные. Описывая это явление, он использовал понятия бисексуальности и амбивалентности:

«Более подробное исследование обнаруживает чаще всего более полный эдипов комплекс, который является двояким — позитивным и негативным, в зависимости от бисексуальности ребёнка, то есть у мальчика — не только амбивалентная установка к отцу и нежный выбор объекта-матери, но одновременно он и ведёт себя как девочка — проявляет нежную женственную установку к отцу и соответствующую ей, ревниво-враждебную, к матери».
Таким образом, Фрейд придерживался мнения, что на практике эдипов комплекс проявляется в виде комбинации вариантов вдоль оси между его позитивным и негативным типом, включающей в себя как гетеросексуальные, так и гомосексуальные импульсы.

### Эдипов комплекс в контексте сексуальной теории Фрейда
Фрейдизм рассматривает эдипов комплекс как этап психосексуального развития и восприятия, впервые проявляющийся между вторым и третьим годами жизни (в теории Фрейда этот период характеризуется приматом генитальности, под которым объединяются оральное и анальное влечения предыдущих стадий развития либидо). Пиковых же значений, по Фрейду, эдипов комплекс достигает между 3 и 5 годами жизни человека и после некоторого угасания возрождается в период полового созревания (пубертатный период), в процессе которого преодолевается тем или иным выбором эротического объекта.

## Значимость
С самых истоков психоаналитической теории Фрейд придавал эдипову комплексу первостепенное значение в образовании всех невротических заболеваний. По Фрейду, успешное разрешение эдипова комплекса является ключевым для психического здоровья человека. Неудача же ведет к неврозам и сексуальным отклонениям: в этом случае говорят о неразрешенном эдиповом комплексе либо неразрешенной эдиповой ситуации. Впоследствии Фрейд придавал эдипову комплексу ещё большее значение, усматривая практически во всех проявлениях человеческой цивилизации эдипальные корни. Так, например, в «Тотеме и табу» (1913) Фрейд пишет:

«Таким образом, в заключение этого крайне сокращённого исследования, я хочу высказать вывод, что в эдиповом комплексе совпадает начало религии, нравственности, общественности и искусства в полном согласии с данными психоанализа, по которым этот комплекс составляет ядро всех неврозов».
На позднем этапе развития психоанализа Фрейд указывает на необходимость установления некоторых границ применения данного понятия и на необходимость ограничений спекуляций на его счёт («Конец эдипова комплекса», 1924). Впрочем, от предыдущих взглядов Фрейд не отказался, а упомянутая работа ставила своей целью «расставить точки над i» в рядах психоаналитиков, допускающих себе вольности в интерпретации явления (см. ниже). Известны также слова Фрейда, согласно которым признание эдипова комплекса является своего рода отличительным признаком психоаналитиков:

«Признание Эдипова комплекса является шибболетом, который отличает сторонников психоанализа от его противников».
На сегодняшний день большинство психоаналитиков фрейдистской школы вслед за Фрейдом признаёт первостепенную значимость эдипова комплекса в психосексуальном развитии человека. Однако за пределами психоаналитической теории понятие эдипова комплекса не получило признания по причине своей ненаучности.

## Пересмотр и вариации
Современные психоаналитики, а также психоаналитики направлений, отличных от классического фрейдистского направления, иначе смотрят на концепцию эдипова комплекса, привнося в неё свои собственные элементы, либо перераспределяя акценты в уже имеющихся.

### Карл Густав Юнг
Карл Густав Юнг указывал, что эдипов комплекс Фрейда не может адекватно описать аналогичную стадию у девочек (по Фрейду, девочки на этой стадии психосексуального развития испытывают гомосексуальное влечение к матери). В связи с этим в 1913 году Юнг ввёл новый термин — «комплекс Электры», согласно которому девочка, подобно дочери Агамемнона Электре, испытывает сексуальное влечение к своему отцу и враждебные побуждения по отношению к матери. Кроме того, признавая наличие сексуального аспекта, Юнг считал его лишь производной от символического стремления вернуться к источнику жизни.

### Альфред Адлер
Альфред Адлер указывал на то, что эдипов комплекс Фрейда пренебрегает влиянием братьев и сестёр на психическую жизнь человека. Впоследствии Адлер полностью переформулировал все процессы, затрагиваемые эдиповым комплексом, в терминах и понятиях своей школы. Он утверждал, что интерпретацию эдипова комплекса следует строить исключительно на избалованности ребёнка, и что, более того, эдипов комплекс является ничем иным, как одним из многих проявлений избалованности. Сексуальный же аспект вступает в силу по той причине, что избалованный ребёнок, привыкший к удовлетворению всех своих желаний, созревает в скором темпе и в сексуальном отношении, а провоцирующие ласки матери только усиливают проявление упомянутых явлений. Исходя из этих соображений Адлер писал:

«Эдипов комплекс — не краеугольный камень, а просто порочный неестественный результат материнского попустительства».

### Эрих Фромм
Эрих Фромм, признавая наблюдения Фрейда за проявлениями эдипова комплекса правильными, тем не менее, предлагал понимать эдипов комплекс не столько в узком сексуальном смысле, сколько в более широком, согласно которому сущность инцеста в эдиповом комплексе состоит в том, что индивид стремится оставаться ребёнком, привязанным к оберегающим фигурам (не обязательно только к матери). Эта привязанность в основном не сексуальна. Конфликт же между отцом и сыном, по Фромму, является продуктом авторитарного патриархального общества, в рамках которого сын рассматривается в качестве собственности отца. И этот конфликт, в свою очередь, имеет мало общего с сексуальным соперничеством, а является выражением стремления индивида отстоять свою независимость и свободу.

### Мелани Кляйн
Мелани Кляйн явилась одним из первых психоаналитиков, подчеркивающих то, что эдипов комплекс Фрейда, как и вся теория Фрейда, занижает влияние матери в психической жизни индивида; она также подвергала критике использование Фрейдом мальчика в качестве модели развития. Помимо этого Кляйн пришла к выводу, что эдипальные отношения можно наблюдать даже на первых годах жизни ребёнка:

«Я неоднократно упоминала о том, что эдипов комплекс начинает действовать раньше, чем обычно считается. В моей последней статье „Психологические принципы детского анализа“ я рассмотрела этот вопрос детально. Вывод, к которому я пришла, заключался в том, что эдиповы тенденции появляются в результате фрустрации, которую переживает ребёнок, когда его отнимают от груди, и что они становятся явными в конце первого и в начале второго года жизни».
Кляйн считала, что с возраста семи месяцев (когда у малыша начинают развиваться когнитивные способности) он начинает осознавать, что объект (мать) и частичный объект (грудь) не принадлежат только ему и что он должен разделять их ещё с кем-то. Вследствие этого понимания, у малыша зарождается эдипова тенденция в виде ревности к матери.
Впоследствии в теории Мелани Кляйн эдипову комплексу уделялось второстепенное значение, а основной её компонентой стала так называемая «депрессивная позиция».

### Отто Ранк
Отто Ранк подвергал сомнению фрейдистскую позицию, согласно которой ключевым в образовании Сверх-Я являются кастрационные угрозы отца. Взамен он придерживался взгляда, что в нормальном развитии Сверх-Я принимает участие, в первую очередь, образ строгой матери (то есть не реальной, а той, как в садистском аспекте её понимает ребёнок). Позже Ранк ещё более отклонился от классического фрейдизма, когда поставил под сомнение первостепенную значимость эдипова комплекса как такового в психической жизни индивида. Согласно Ранку, ключевым фактором в образовании всех неврозов является так называемая травма рождения, явившаяся следствием отторжения ребёнка из чрева матери, а аналогом фрейдовского инцестуозного влечения выступает стремление индивида вернуться в материнское лоно. Также Ранк разрабатывал представления, схожие с представлениями Эриха Фромма. По Ранку, ребёнок стремится к тому из родителей, который менее посягает на его индивидуальность. В случае с мальчиком таковым родителем, как правило, оказывается мать, поскольку отец относится к сыну, как к продолжению своего эго. По этому поводу Ранк писал:

«Родители борются открыто или подспудно за душу ребёнка в биологическом (противоположный пол) или эгоистическом смысле (одинаковый пол); ребёнок соответственно использует родителей и настраивает их друг против друга, чтобы спасти свою индивидуальность».

### Карен Хорни
Карен Хорни подвергала критике как сексуальную окраску эдипова комплекса, так и мнение Фрейда о биологической детерминированности его возникновения, заявляя, что отсутствие биологической обусловленности феномена можно утверждать с уверенностью. Она также указывала, что эдипов комплекс является не первичным образованием и краеугольным фактором возникновения неврозов, а всего лишь реакцией ребёнка на некоторые процессы в семейных отношениях: стремление матери сделать ребёнка объектом слепой привязанности, наблюдение ребёнком сексуальных сцен и т. д. В заключение одной из своих работ Хорни пишет:

«…Эдипов комплекс нельзя рассматривать как источник невроза, так как он сам является невротическим образованием».
То есть, по Хорни, эдипов комплекс является следствием невроза, а не его причиной. Ещё одним пунктом критики Карен Хорни явилось понимание Фрейдом развития эдипова комплекса у девочек, которое она считала совершенно неправильным, «результатом искаженного понимания женской психологии» и «продуктом мужского нарциссизма».

### Эдипов комплекс в рамках современного психоанализа
Как уже отмечалось выше, современные психоаналитики признают существенную роль эдипова комплекса в психосексуальном развитии человека. Однако некоторые пункты теории Фрейда подверглись ревизии и пересмотру. Так, многие психоаналитики отвергают тезис об универсальности и биологической детерминированности эдипова комплекса. Концепция развития эдипова комплекса у лиц женского пола также не находит единодушной поддержки. В целом, многими психоаналитиками концепция эдипова комплекса понимается более свободно, чем она понималась Фрейдом: часто это понятие используется в самом широком смысле, например, в контексте обозначения и характеристики всей гаммы отношений ребёнка с родителями. Также в отличие от классического психоанализа, фокус источника эдипова комплекса сместился с биологического на социологический.

## Критика

### Ненаучный статус гипотезы
Специалисты указывают на то, что отсутствуют какие-либо эмпирические данные, свидетельствующие в пользу эдипова комплекса. Более того, доказать наличие эдипова комплекса объективным научным образом представляется невозможным по причине неудовлетворения базовых научных принципов (например, принципа фальсификации) как отдельными гипотезами психоанализа (включая эдипов комплекс), так и всей теорией психоанализа. То, что Фрейдом и его последователями выдается за доказательства, объективно следует рассматривать исключительно в качестве интерпретаций психоаналитиков, приспосабливающих их к своим априорно принятым гипотезам, которые, по мнению скептиков, несут отпечаток субъективных предубеждений. В этой связи критики также указывают на тот факт, что эдипов комплекс является, в первую очередь, результатом самоанализа Фрейда, а не объективного наблюдения за пациентами.

### Критика детской сексуальности
Для многих сомнительным представляется само утверждение о том, что ребёнок может испытывать половое влечение по отношению к родителю: как известно, тестостерон и прогестерон, половые гормоны, которые, воздействуя на гипоталамус, вызывают у человека половое влечение, организмом ребёнка до пубертатного возраста вырабатываются лишь в незначительных количествах. Впрочем, данная критика является, по мнению сторонников Фрейда, несостоятельной по той причине, что половое созревание индивидуума не обеспечивается одним только формированием генитальных морфологических и нейроэндокринных структур организма и должно сопровождаться организацией соответствующих психологических структур.

### Споры об универсальности эдипова комплекса
Многие специалисты отвергают постулируемый Фрейдом универсальный характер эдипова комплекса, указывая на несостоятельность тезиса биологической детерминированности эдипова комплекса и подчеркивая первостепенное значение социокультурных особенностей. Польский антрополог Бронислав Малиновский в своей работе «Секс и подавление в обществе дикарей» (1927) доказывает, что эдипов комплекс никак не проявляется в жизни дикарей на Тробриановых островах и что, следовательно, тезис об универсальности эдипова комплекса является ложным. Впрочем, некоторые психоаналитики отстаивают мнение, что выводы Малиновского являются необоснованными. Например, венгерский антрополог и психоаналитик Геза Рохейм в своей работе «Психоанализ примитивных культур» (1932), которую он написал после того, как провел четыре года в Сомали и Австралии, утверждает, что не только доказал универсальность эдипова комплекса, но также обнаружил ряд фактов, свидетельствующих в пользу гипотезы, выдвинутой Фрейдом в «Тотеме и табу», согласно которой первобытная орда братьев, убив деспотичного отца, раскаялась и ввела запрет на инцест и отцеубийство.

### Критика в контексте шизоанализа
В таком направлении современного постструктурализма, как шизоанализ, разработанном Жилем Делёзом и Феликсом Гваттари в их работе «Анти-Эдип» (1972), эдипов комплекс предстает олицетворением репрессивного духа буржуазных семейных отношений и символом репрессивной идеологии капитализма. Эдипов комплекс подвергается критике по причине своей односторонности и ограниченности: ограниченный рамками семейных отношений, он оказывается неспособным объяснить сложные социальные структуры и процессы. Делёз и Гваттари указывают также на то, что психоанализ в целом оказывается неэффективным средством лечения таких заболеваний, как психоз и шизофрения, и малоэффективным средством интерпретации социальных процессов. Более того, согласно шизоанализу, концепция эдипова комплекса является препятствием на пути выздоровления невротика, поскольку заведомо обрекает его на детерминационную зависимость от такой «псевдоструктуры», как семья. В этом контексте Делёз и Гваттари говорят об «эдипизации» бессознательного, сознания и всей культуры в целом. Концепция эдипова комплекса противопоставляется свободной («шизофренической») форме бессознательного:

«Шизофреническое — вместо Эдипова».
Таким образом, Делёз и Гваттари призывают к свободному интерпретированию бессознательного, не зажатого в узкие рамки эдипова комплекса.

### Феминистическая критика
Представительницы феминизма подвергают широкомасштабной критике понимание развития эдипова комплекса у девочек: по их мнению, зависть к пенису не играет никакой роли в психосексуальном развитии лиц женского пола. Представительницы феминизма считают, что концепция зависти к пенису является продуктом патриархального общества, показывающая неполноценную, бессильную и подчиненную женщину. Более того, как указывала американская феминистка Кейт Миллет (1969), Фрейд с подобными идеями и воплощением их на практике является скорее угнетателем женщины, чем независимым наблюдателем и психотерапевтом. Другая американская феминистка Джульет Митчелл считала зависть к пенису типичной характеристикой фаллоцентрической культуры, нежели результатом обнаружения девочкой отсутствия у себя пениса. Сторонницы феминизма при этом отмечают, что взгляды Фрейда иллюстрируют общий дух и ценности Викторианской эпохи, когда как мужчины, так и женщины имели страх быть женственными. Некоторые критики также указывают на то, что концепция зависти к пенису несостоятельна по той причине, что это мало правдоподобно, чтобы девочка могла испытывать зависть к пенису, к части тела, которой у неё никогда не было и о преимуществах которой она, следовательно, знать не может. Впрочем, как отмечалось выше, современные психоаналитики в большинстве своем не настаивают на концепции зависти к пенису так, как Фрейд и его ортодоксальные последователи.